# Santalum austrocaledonicum
Espèce
Classification APG III (2009)
Santalum austrocaledonicum, le Santal néocalédonien, est une espèce de plantes à fleurs de la famille des Santalaceae. C'est un arbre de Nouvelle-Calédonie et du Vanuatu.

## Description

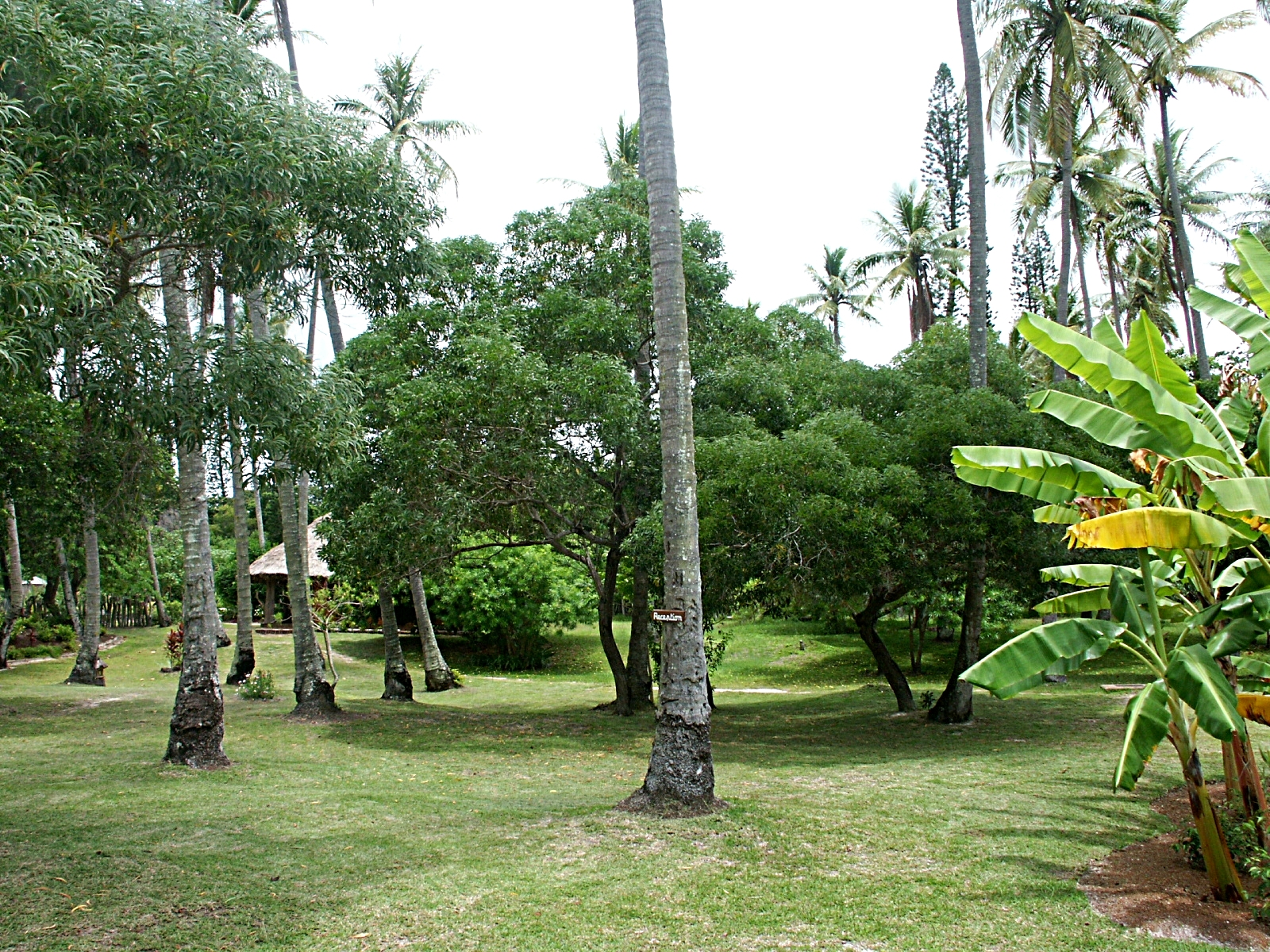
Santal dans le parc de l'hôtel Kou Bugny.

C'est un petit arbre qui atteint une quinzaine de mètres de haut au maximum (mais en moyenne 10 m à l’état adulte).
Il s’agit d’un arbre hémiparasite, incapable d’absorber par lui-même les nutriments du sol. Ses racines se fixent par des suçoirs sur les racines des plantes environnantes et en prélèvent la sève. Les plantes parasitées ne sont pas spécifiques : sur la photo ci-dessus, il s’agit probablement des cocotiers, mais même des graminées peuvent être parasitées. Ce parasitisme a, dans l’ensemble, peu de conséquences sur la croissance des plantes parasitées.
Trois variétés existent : S. austrocaledonicum var. austrocaledonicum Vieill., S. austrocaledonicum var. minutum Hallé et S. austrocaledonicum var. pilosum Hallé.

## Culture
La culture du santal concerne donc à la fois une plante hôte et l’arbre lui-même. Les meilleurs résultats ont été obtenus, en Nouvelle-Calédonie, avec du faux gaïac (Acacia spirorbis) comme plante hôte. En raison de son parasitisme, le santal est peu sensible à la nature du sol (pourvu qu’il trouve une plante à parasiter).
Le semi est réalisé avec une graminée fournissant le premier hôte parasité au petit plant de santal. Au moment du repiquage, au bout de 6-12 mois, un plant de faux-gaïac est installé à proximité pour fournir un hôte définitif suffisamment dynamique et pérenne pour l'arbre parasite.
L'entretien consiste essentiellement à veiller à ce que l'arbre hôte ne gène pas le santal dans son développement.
L’arbre atteint sa maturité au bout d’une trentaine d’années environ.

## Exploitation
La culture et l'exploitation du santal est un travail collectif traditionnel chez les mélanésiens. À partir du XIXe siècle, il a également fait l'objet d'un trafic important par les Occidentaux, aboutissant à sa presque totale disparition.
L’arbre à exploiter est déraciné et non coupé car la partie racinaire comporte elle aussi beaucoup d’huile.
L'essence est extraite par distillation à l'eau. Les drèches sont récupérées pour être vendues (une deuxième distillation permet d'extraire encore de l'essence).
Le bois de feu pour l'alambic est généralement le faux-gaïac qui a été planté avec le santal et parasité par lui.

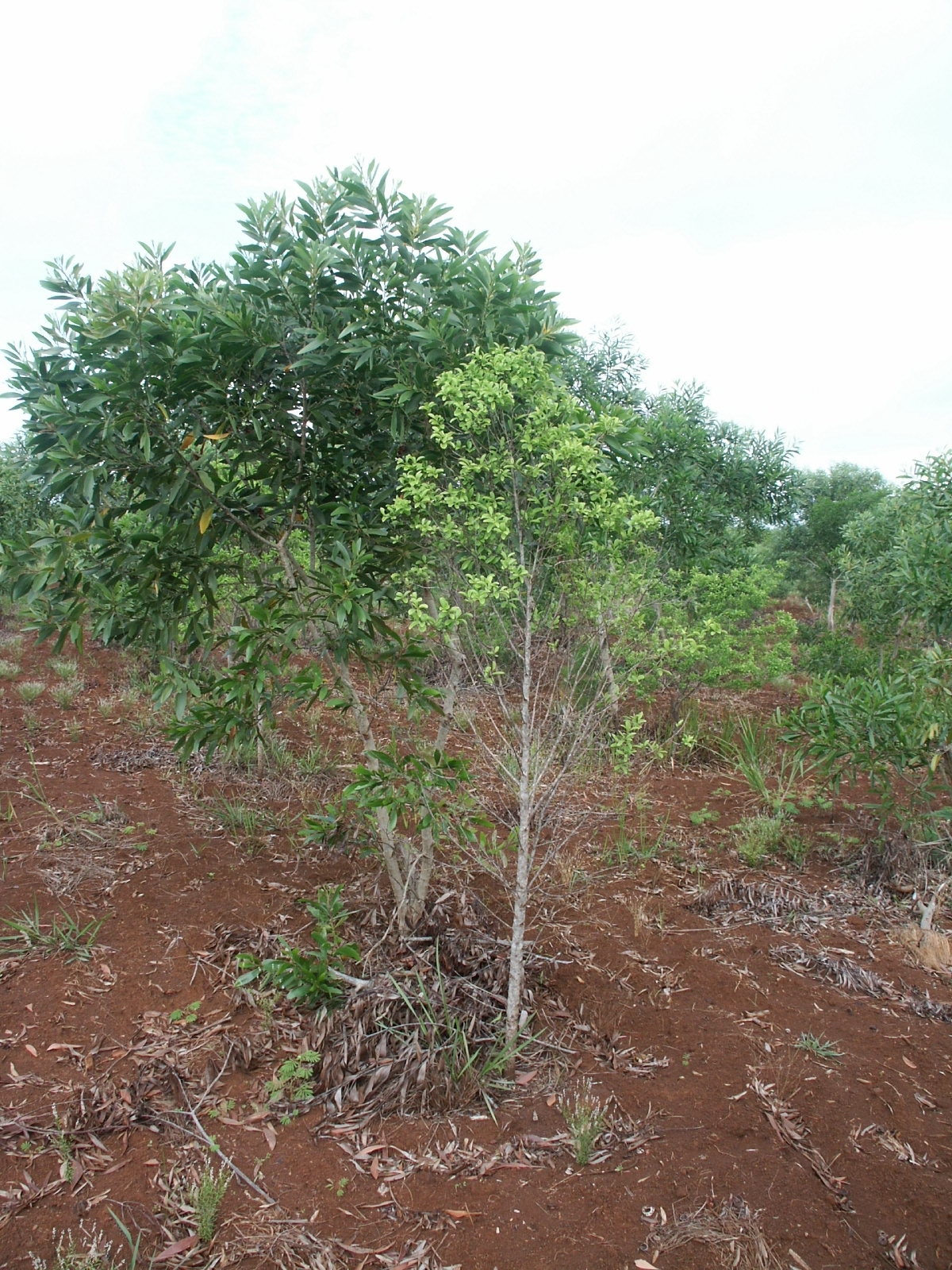
Santal jeune.
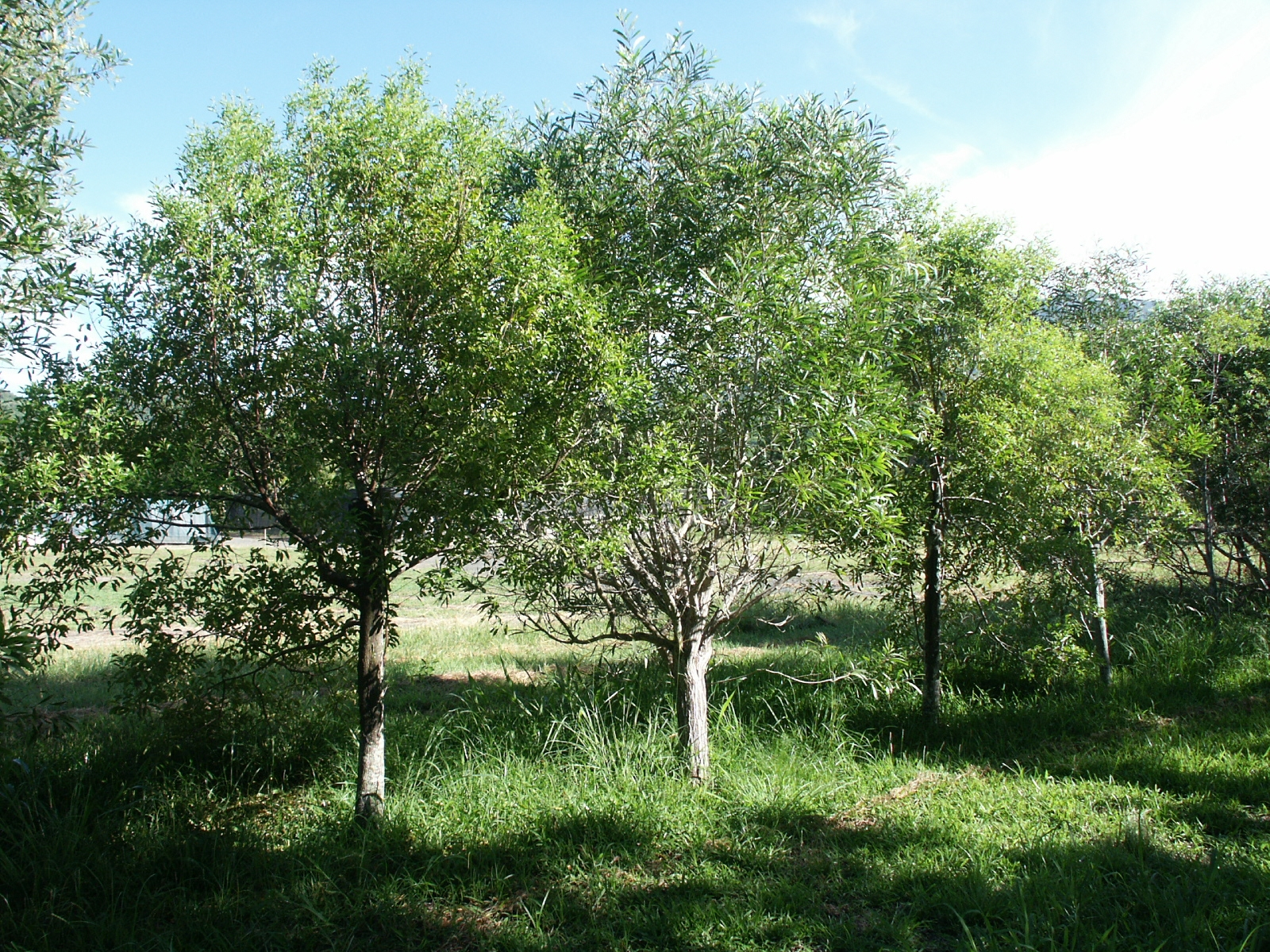
Haie de santal et faux-gaïacs.
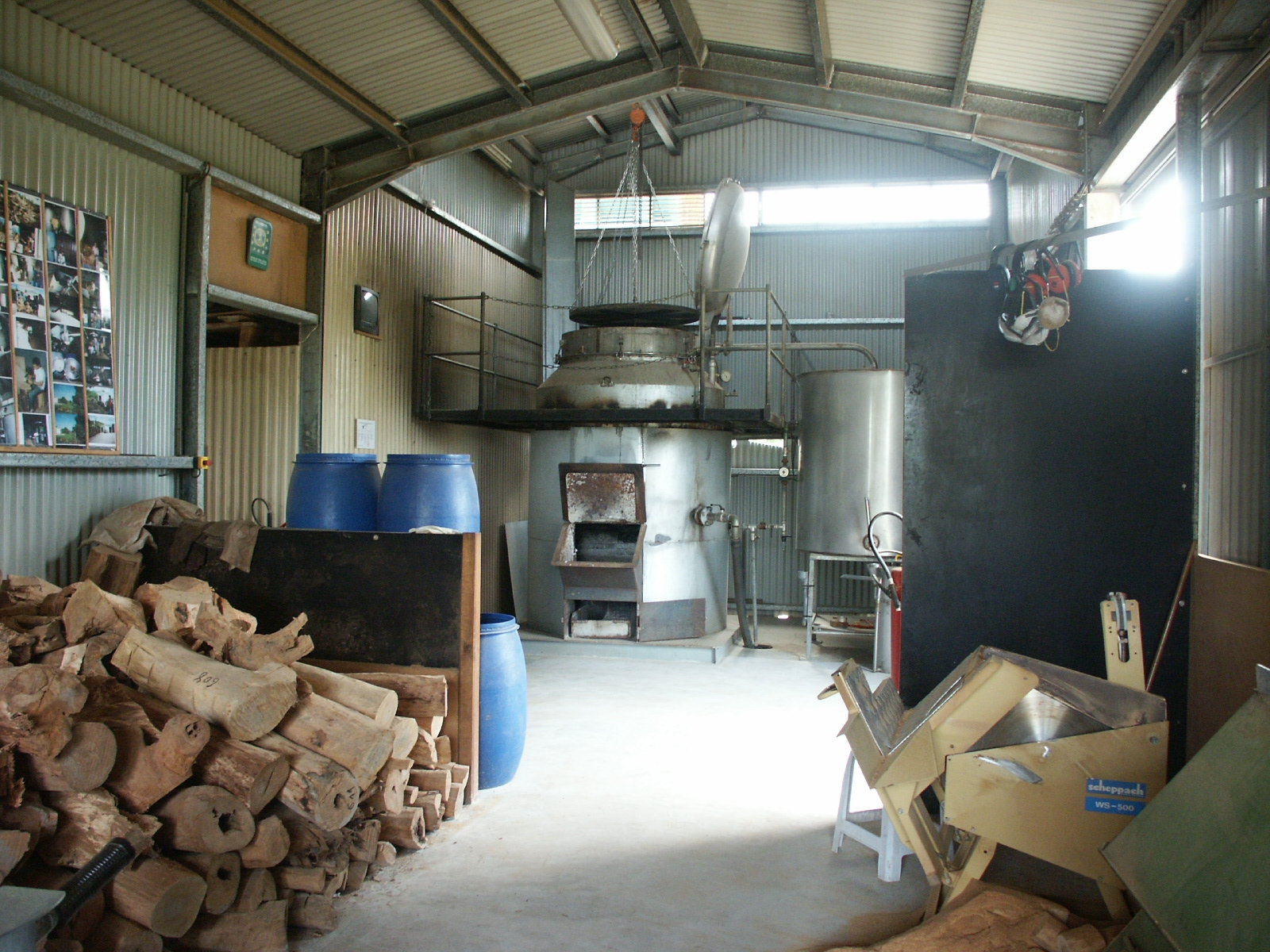
Hangar et alambic pour la distillation du bois.
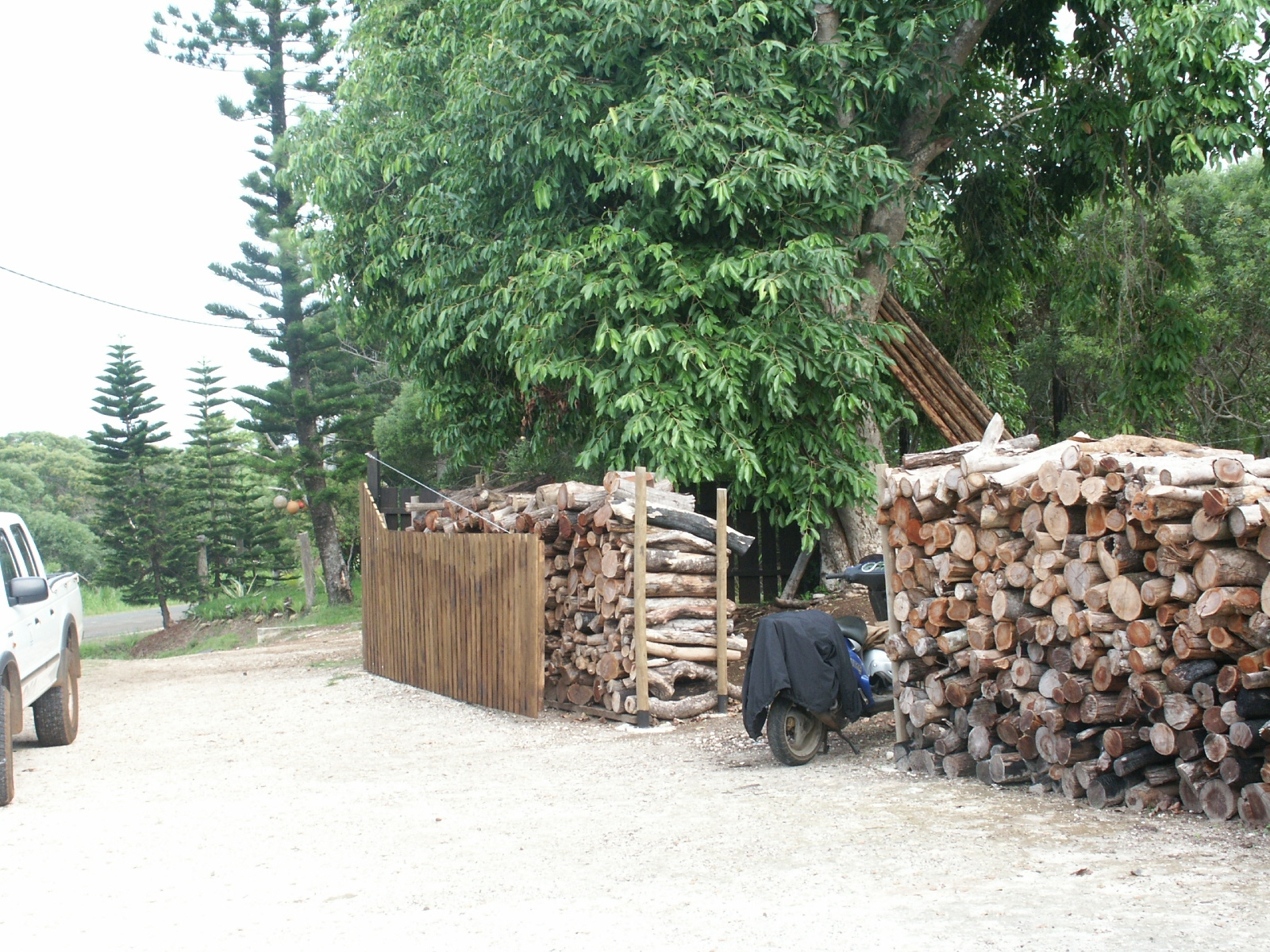
Bois de Faux-gaïac servant d'énergie pour l'Alambic.

## Quelques aspects économiques
La filière est devenue en quelques années[Combien ?], en Nouvelle-Calédonie, la principale valeur d'exportation pour les produits végétaux, dépassant largement la squash, pourtant très mise en avant : 112,7 millions de Francs pacifiques (F. CFP) en 2008, soit 47,1 % de la valeur des exportations végétales.

Evolution des exportations d'essence en valeur (Santal et Niaouli).
Production de bois et drèches de Santal en Nouvelle-Calédonie.